# Hiantopora jucunda
Hiantopora jucunda är en mossdjursart som beskrevs av Gordon 1984. Hiantopora jucunda ingår i släktet Hiantopora och familjen Hiantoporidae. Inga underarter finns listade i Catalogue of Life.